# Bayat (Çorum)
Bayat ist eine Stadt und ein Landkreis der türkischen Provinz Çorum. Die Stadt liegt etwa 60 Kilometer westlich der Provinzhauptstadt Çorum und südlich der 2044 Meter hohen Gecmiş Dağları im Tal des Flusses Bayat Çayı, der wenig südlich in den Kızılırmak mündet.
Der Landkreis liegt im Westen der Provinz. Er grenzt im Westen an die Provinz Çankırı, im Norden an die Provinz Kastamonu, im Osten an den Kreis İskilip und im Süden an die Kreise Uğurludağ und Sungurlu.
Der Landkreis wurde 1958 gebildet und besteht neben der Kreisstadt aus 40 Dörfern (Köy) mit durchschnittlich 250 Bewohnern. Ahacık ist mit 1158 Einwohnern das größte Dorf. Die Bevölkerungsdichte des Kreises liegt mit 22 Einwohnern je Quadratkilometer unter dem Provinzdurchschnitt (43 Einwohner je km²).